# Volter Norman Hauort
Volter Norman Hauort (engl. Norman Haworth; Čorli (Lankašir), 19. mart 1883 Barnt Grin (Vusteršir), 19. mart 1950) bio je britanski hemičar. Najpoznatije je njegovo istraživanje askorbinske kiseline (vitamina C) dok je radio na univerzitetu u Birmingemu i po svojim tzv. Hauortovim projekcijama ugljenih hidrata. Upravo za to je primio Nobelovu nagradu za hemiju 1937. godine, kako se navodi „za njegova izučavanja ugljenih hidrata i vitamina C“. Nagradu je podelio sa švajcarskim hemičarom Paulom Karerom za njegov rad na drugim vitaminima.
Hauort je utvrdio korektnu strukturu većeg broja šećera. On je poznat u polju organske hemije po razvoju Hauortove projekcije koja translira tridimenzione strukture šećera u podesne dvodimenzione grafičke forme.

## Biografija
Od svoje četrnaeste godine je radio u lokalnoj fabrici linoleuma kod svog oca, ali kada je položio prijemni ispit na Univerzitetu u Mančesteru, 1903. godine počinje da studira hemiju. Bio je istrajan, uprkos tome što nije imao podršku roditelja. Diplomirao je uz pohvale 1906. godine i odmah nastavio magistarsko školovanje kod Vilijama Henrija Perkina, Jr. Doktorske studije je radio na Univerzitetu u Getingamu, gde je posle samo godinu dana stekao zvanje. Mentor mu je bio prof. dr Oto Valah, nobelovac.
Oženio se sa 39 godina, 1922. godine i sa suprugom Violetom Čilton Dobi je imao dvojicu sinova, Džejmsa i Dejvida.
Odlikovan je viteškim redom 1947. godine.
Umro je iznenada, od srčanog udara, 19. marta 1950. godine, na svoj 67. rođendan.

## Spoljašnje veze
- Norman Hauortova biografija